# Il carrettiere Henschel
Il carrettiere Henschel (Fuhrmann Henschel) è un film muto del 1918 diretto da Ernst Lubitsch.